# Leptobrachium montanum
Espèce
Statut de conservation UICN

 LC  : Préoccupation mineure
Leptobrachium montanum est une espèce d'amphibiens de la famille des Megophryidae.

## Répartition
Cette espèce est endémique de Bornéo. Elle se rencontre :
- en Malaisie orientale dans les États de Sabah et de Sarawak ;
- en Indonésie au Kalimantan ;
- au Brunei.

## Galerie

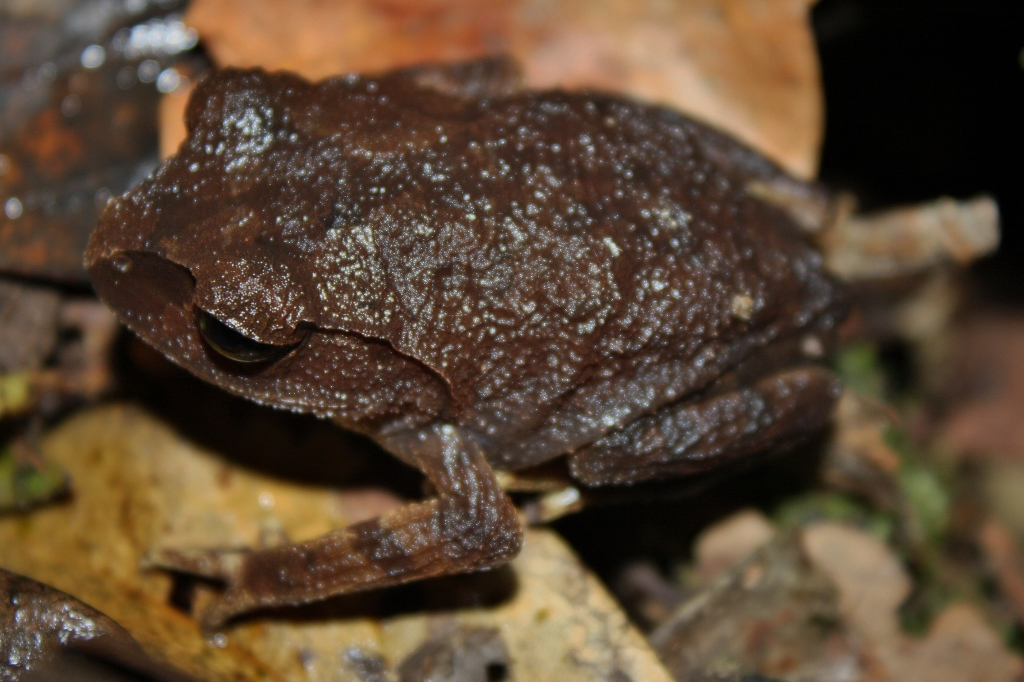
Leptobrachium montanum (Parc national du Kinabalu, Malaisie)
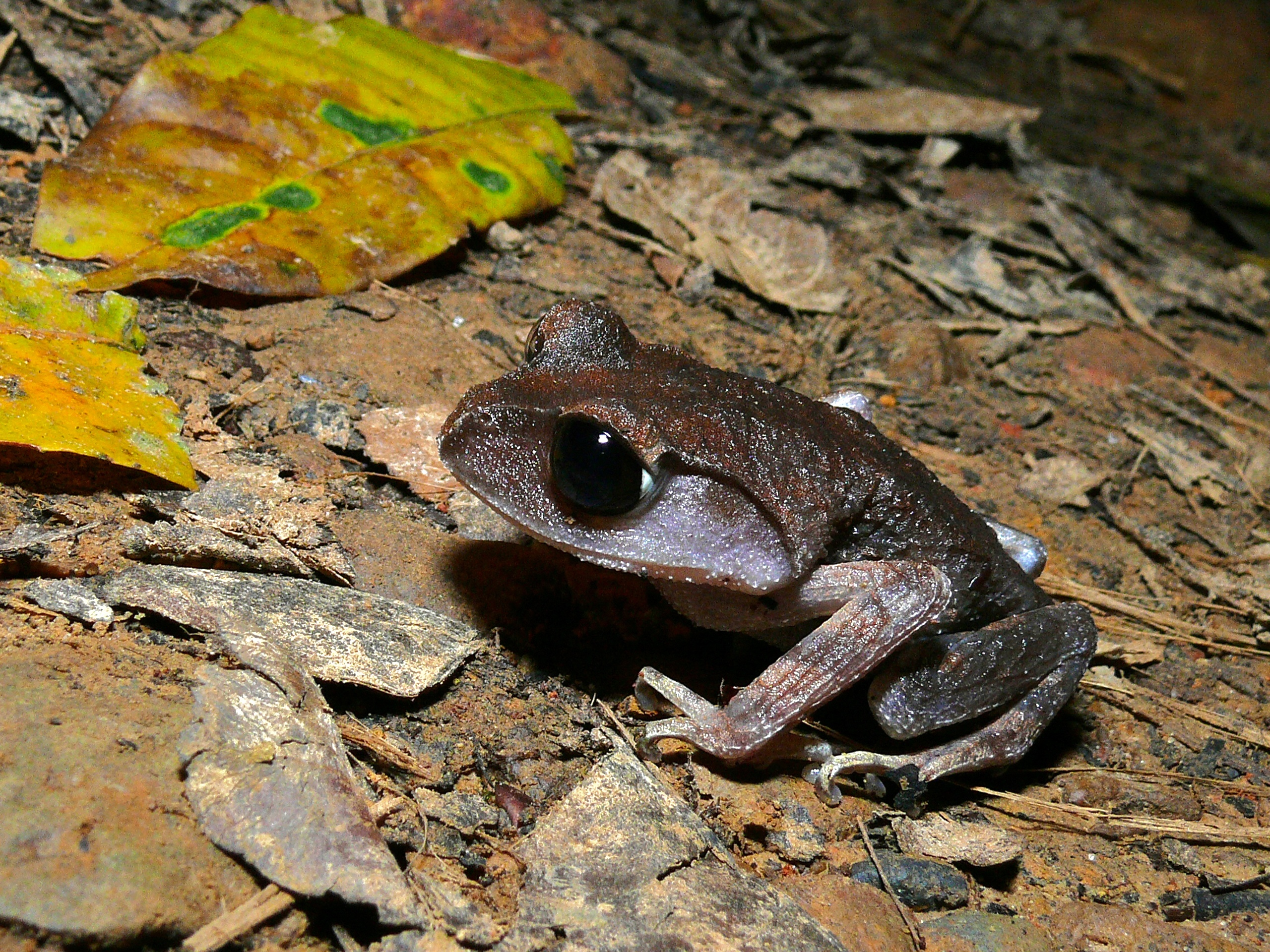
Leptobrachium montanum (Parc national du Kinabalu, Malaisie)

## Publication originale
- Fischer, 1885 : Über eine Kollektion von Amphibien und Reptilien aus Südost-Borneo. Archiv für Naturgeschichte, Berlin, vol. 51, p. 41-72 (texte intégral).